# Different Stages
Different Stages är ett musikalbum av Rush som släpptes i november 1998.  Albumet består av tre CD-skivor, varav de första två är inspelade under USA-turnén 1997 och den tredje under en konsert på Hammersmith Odeon i London den 20 februari 1978. Albumet producerades av Geddy Lee och Paul Northfield på skivbolaget Atlantic & Anthem Entertainment.

## Låtlista

### CD 1
1. "Dreamline" - 5:34
2. "Limelight" - 4:32
3. "Driven" - 5:16
4. "Bravado" - 6:23
5. "Animate" - 6:29
6. "Show Don't Tell" - 5:29
7. "The Trees" - 5:28
8. "Nobody's Hero" - 5:01
9. "Closer to the Heart" - 5:13
10. "2112" - 20:00

### CD 2
1. "Test for Echo" - 6:15
2. "The Analog Kid" - 5:14
3. "Freewill" - 5:36
4. "Roll the Bones" - 5:58
5. "Stick It Out" - 4:42
6. "Resist" - 4:27
7. "Leave That Thing Alone" - 4:46
8. "The Rhythm Method" - 8:19
9. "Natural Science" - 8:05
10. "The Spirit of Radio" - 4:47
11. "Tom Sawyer" - 5:18
12. "YYZ" (instrumental) - 5:25

### CD 3
1. "Bastille Day" - 5:07
2. "By-Tor and the Snow Dog" - 4:59
3. "Xanadu" - 12:32
4. "A Farewell to Kings" - 5:53
5. "Something for Nothing" - 4:01
6. "Cygnus X-1" - 10:23
7. "Anthem" - 4:47
8. "Working Man" - 4:00
9. "Fly by Night" - 2:04
10. "In the Mood" - 3:34
11. "Cinderella Man" - 5:09